# ユニバーサル・プロレスリング
ユニバーサル・プロレスリングは、かつて存在した日本のプロレス団体。

## 概要
設立当初はユニバーサル・レスリング連盟（ユニバーサル・レスリングれんめい）、ユニバーサル・レスリング・フェデレーションとも称していた。これを略すとUWF（ユー・ダブリュー・エフ）となるが日本で設立されたUWF、アメリカで設立されたUWFとの組織的なつながりはない。これらUWFと区別するため後年にはユニバーサル、ユニバと略されることが多い。

## 歴史

### 旗揚げまでの経緯
元新日本プロレス専務取締役兼営業本部長でUWFの設立にも関わった新間寿は元ジャパンプロレス代表取締役副会長の大塚直樹、ジャパン女子プロレス代表取締役社長の持丸常吉が格闘技連合（かくとうぎれんごう）の設立を計画。ジャパン女子でコーチを務めていたグラン浜田と大仁田厚を手駒として、ジャパン女子を母体にプロレスと空手などを混合した格闘技団体を構想していた。
ジャパン女子の混合団体化は所属選手とファンからの反対で頓挫。新間寿らはフリーとして活動を再開していた大仁田が設立したFMWを支援する方向へ方針転換。ところが蓋を開けてみれば、FMWはマーシャルアーツを称していたもののデスマッチ志向が強かったことや様々なハプニングが起こり、新間寿らが目指していた格闘技連合という方向性から大きく逸脱していたことで撤退を決意。新間寿は広告代理店に勤務していた自身の息子である新間寿恒、子飼いであった浜田と日本で初めてメキシコの流れを組むルチャリブレ団体の設立を計画していた。

### 旗揚げ
1990年1月17日、新間寿、新間寿恒、浜田が設立。浜田はメキシコで活躍して新日本に凱旋参戦が決まっていた浅井嘉浩を口説いて入団させた。また、FMWに参加していたモンキーマジック・ワキタ、秋吉昭二、ブラック・アイドマンが入団。経営陣は新間寿恒が代表取締役社長兼プロモーター、元ジャパンプロレス代表取締役会長の竹田勝司が代表取締役会長、大塚が顧問に就任。新間寿は経営に加わらなかったものの、自身の交友関係から強力なバックアップ体制を敷いた形を取っていた。3月1日、後楽園ホールで旗揚げ戦を開催。「本場メキシコのルチャリブレを直輸入」という今までの日本プロレス界にない発想から満員の観客を集めた。
アメリカ出身選手と比べれば体が小さくミル・マスカラスなど一部のメキシコ出身選手を除けば、それまで前座外人的な扱いだったメキシコ出身選手に光を当てて、ルチャリブレを日本に広めた功績は大きかった。また、熱狂的なファンが多く良い試合には観客からは、おひねりがリングに投げ込まれるなど、それまでの日本のプロレス団体とは違った雰囲気を醸していた。
旗揚げ戦に際して自前のリングを持っていなかったため、全日本女子プロレスから練習場所の提供を受けてリングを借りることが出来た縁で旗揚げ戦にグリズリー岩本、バイソン木村、高橋美華、旗揚げ第2戦（3月5日の後楽園ホール大会）にアジャコング、前田薫、木村が参戦していた。これ以降も全日本女子所属選手が参戦したことで女子プロレスを見たことがなかった男性ファンを女子プロレス団体の興行に足を運ばせるきっかけを作っている。
日本陣営は浜田に加えて旗揚げ戦で日本デビューした浅井がメキシコでの成果をファンに見せたことでエースとして扱われていた。また、旗揚げ戦の第1試合ではFMWから転じた秋吉と高山、第2試合ではワキタと村川政憲が対戦するなど現在のプロレス界でも活躍する人材が在籍していた。

### 経営悪化 - 末期
比較的に小規模な興行を開催していたにもかかわらずメキシコから多数の一流選手を招聘、多数の練習生を入門させたことで経営状況は悪化していった。
1991年10月18日、浅井がメキシコでの主戦場をUWAからEMLLへ転戦したことから、10月24日に日本の主戦場もEMLLと業務提携を結んでいたSWSへの転戦を余儀なくされて退団（一説によれば浅井の退団はギャラの問題が関係したと言われている）。また、選手の怪我に対する対応（試合中に頭部を打ち、嘔吐するような状況でもユニバーサルは適切な対応をとらなかった）も要因だったと言われている。浅井の退団後、メキシコ武者修行から凱旋したワキタとMASAみちのく（村川政徳）が、現在のスタイルを確立して浜田と共に看板選手として支えていた。しかし、依然としてメキシコからの大量招聘に拘った結果、以前にも増して経営が悪化してユニバーサルの末期は、ほとんどの日本人選手がノーギャラでの参戦を強いられていたと言われていた。
1992年10月1日、ザ・グレート・サスケ（MASAみちのく）が退団して、みちのくプロレスを設立。退団の背景にはユニバーサルからまったくギャラが支払われなかったという事情があり、サスケは新間寿恒に「ユニバーサルの東北支部として地方大会のプロモートを目的としたい」という話をしていたが、実質的には採算を見込んだ動きであった（サスケはユニバーサル所属選手一人一人に個人的に声を掛けて勧誘していた）。11月27日、岩手産業文化センターで開催された、みちのくプロレスのプレ旗揚げ戦には多くのユニバーサル所属選手が掛け持ち参戦していた。
1993年6月、複数の所属選手が、みちのくプロレスに移籍。8月14日、後楽園ホール大会を最後に一時活動停止。11月、団体名をFULL（エフ・ユー・エル・エル、フェラデシオ・ウニベルサル・ルチャ・リブレ）に改称して活動再開。12月16日、後楽園ホールで旗揚げ戦を開催。
1995年、FULLが消滅。

## タイトル
- UWFスーパーミドル級王座
- UWFスーパーウェルター級王座
- UWA&UWFインターコンチネンタルタッグ王座
- JCTV認定TV女子王座

## 所属選手

### 男子選手
- グラン浜田
- 浅井嘉浩
- モンキーマジック・ワキタ
- クーリーSZ（旧：秋吉昭二）
- ブルドッグKT（旧：ブラック・アイドマン）
- MASAみちのく（旧：村川政徳）
- 巌鉄魁
- 米河彰大
- スペル・ティグリート
- TAKAみちのく
- レオパルド・ネグロ
- テリー・ボーイ（旧：大塚武生）
- 獅龍
- モンゴリアン勇牙
- バッファロー張飛
- 菊澤光信

### 女子選手
- 前田薫

## スタッフ

### レフェリー
- ウォーリー山口
- テッド・タナベ

### リングアナウンサー
- 増田憲太郎
- 寺内1/2兵衛
- マグナム北斗（フリー）

## 来日外国人選手

### 男子選手
- エル・イホ・デル・サント
- エル・エスパント・ジュニア
- エル・シグノ
- エル・ソラール
- エル・テハノ
- エル・パンテーラ
- エル・ブラソ
- エル・マテマティコ
- オリエンタル
- オロ
- カオス
- カト・クン・リー
- カネロ・カサス
- クン・フー
- ケンドー
- ジェリー・リン
- シクロン・ラミレス
- シコデリコ・ジュニア
- シルバー・キング
- スコルピオ・ジュニア
- スペル・アストロ
- スペル・クレイジー
- ドクトル・ワグナー・ジュニア
- ドス・カラス
- ネグロ・カサス
- ネグロ・ナバーロ
- パット・タナカ
- ピエロー・ジュニア
- ビジャノ1号
- ビジャノ2号（英語版）
- ビジャノ3号
- ビジャノ4号
- ビジャノ5号
- ピラタ・モルガン
- フェリーノ
- フェルサ・ゲレーラ
- ブラック・テリー
- ブラソ・デ・オロ
- ブラソ・デ・プラタ
- ブラックマン
- ブルー・デモン
- ブルー・デーモン・ジュニア
- ブルー・パンテル
- ベスティア・サルバヘ
- ペロ・アグアヨ
- ペンタゴン
- メフィスト
- ライトニング・キッド
- リスマルク
- レイ・ブカネロ
- ロッキー・サンタナ

### 女子選手
- ソチ浜田
- メデューサ
- ラ・ディアボリカ
- レディ・アパッチェ

## 関連書籍
- 著：竹内宏介 日本スポーツ出版社『プロレス虚泡団体の真実』1998年10月1日 ISBN 4-930943-12-4